# Lasseube-Propre
Lasseube-Propre è un comune francese di 351 abitanti situato nel dipartimento del Gers nella regione dell'Occitania.

## Società

### Evoluzione demografica
Abitanti censiti